# Lohrville (Iowa)
Lohrville es una ciudad ubicada en el condado de Calhoun en el estado estadounidense de Iowa. En el Censo de 2010 tenía una población de 368 habitantes y una densidad poblacional de 66,3 personas por km².

## Geografía
Lohrville se encuentra ubicada en las coordenadas 42°16′2″N 94°33′6″O / 42.26722, -94.55167. Según la Oficina del Censo de los Estados Unidos, Lohrville tiene una superficie total de 5.55 km², de la cual 5.55 km² corresponden a tierra firme y (0%) 0 km² es agua.

## Demografía
Según el censo de 2010, había 368 personas residiendo en Lohrville. La densidad de población era de 66,3 hab./km². De los 368 habitantes, Lohrville estaba compuesto por el 97.55% blancos, el 0% eran afroamericanos, el 0.54% eran amerindios, el 0% eran asiáticos, el 0% eran isleños del Pacífico, el 0.82% eran de otras razas y el 1.09% pertenecían a dos o más razas. Del total de la población el 1.36% eran hispanos o latinos de cualquier raza.